# Vitto Brown
Vittorio Joseph "Vitto" Brown (Ada, Oklahoma, 31 de julio de 1995) es un baloncestista estadounidense que pertenece a la plantilla del AS Mónaco Basket  de la LNB Pro A. Con 2,03 metros de estatura, juega en la posición de alero.

## Trayectoria deportiva

### Universidad
Jugó cuatro temporadas con los Badgers de la Universidad de Wisconsin, en las que promedió 5,5 puntos y 3,1 rebotes por partido. Disputó dos Final Four con los Badgers, en 2014 y 2015, incluyendo la primera aparición de Wisconsin en una final desde  1941.

### Profesional
Tras no ser elegido en el Draft de la NBA de 2017, participó en la pretemporada de los Wisconsin Herd de la G League, pero fue cortado antes del comienzo de la liga. Pero una semana más tarde fue repescado para formar parte del equipo.
Vitto seguiría su carrera en la Liga de Desarrollo de Estados Unidos, pasando por Erie Bayhawks, Maine Red Claws y Agua Caliente Clippers.
En la temporada 2020-21, juega en el Le Mans Sarthe Basket francés, donde participó en la Pro A disputando 32 partidos y promediando 20,8 minutos, 9,9 puntos y 3,5 rebotes.
En verano de 2021, participa en la Summer League con Phoenix Suns donde disputó 4 encuentros.
El 24 de agosto de 2021, firma con el Real Betis Baloncesto de la Liga Endesa.
En la temporada 2022-23, firma por el Pınar Karşıyaka de la Basketbol Süper Ligi donde solo permanece una temporada tras la cual firma por el AS Mónaco Basket .